# Fritz Walter (1920-2002)
Friedrich (Fritz) Walter (Kaiserslautern, 31 oktober 1920 – Alsenborn, 17 juni 2002) was de linksbinnen van 1. FC Kaiserslautern en het West-Duitse elftal, dat in 1954 de wereldtitel won. Hij was een van de populairste Duitse voetballers ooit. Na zijn loopbaan werd er een stadion naar hem vernoemd, werd hij een van de vier ereaanvoerders van Die Mannschaft (de anderen zijn Uwe Seeler, Franz Beckenbauer en Lothar Matthäus) en werd hij gekroond tot Golden Player door de Duitse voetbalbond, tijdens het vijftigjarig jubileum van UEFA. Ook zijn jongere broers Ludwig en Ottmar waren voetballers. Als hoofdtrainer was hij succesvol met SV Alsenborn.

## Interlandloopbaan
Walter maakte op 14 juli 1940 zijn debuut voor het Duitse elftal, destijds Nazi-Duitsland, in een oefeninterland tegen Koninkrijk Roemenië. In deze oefeninterland wist Walter direct driemaal te scoren. Hij was de aanvoerder van het West-Duitse team dat het wereldkampioenschap voetbal 1954 wist te winnen onder leiding van bondscoach Sepp Herberger. Voor de Duitsers maakte Walter in eenenzestig wedstrijden drieëndertig doelpunten. Dit zorgt voor een gemiddelde van 0,54 doelpunten per wedstrijd.

## Erelijst
1. FC Kaiserslautern
- Duits voetbalkampioenschap: 1950/51, 1952/53

 West-Duitsland
- Wereldkampioenschap voetbal: 1954

## Trivia

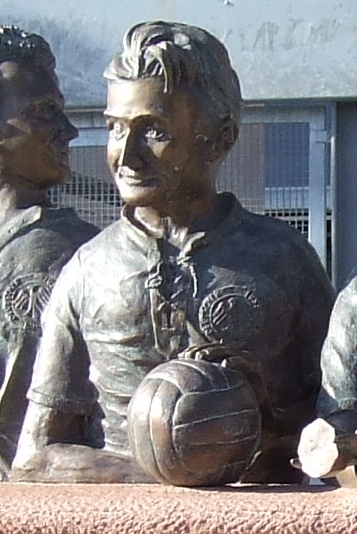
Standbeeld van Fritz Walter in Kaiserslautern

- In de jaren tachtig en negentig was er een spits die ook Fritz Walter heette. Hoewel hij geen familie was van de Kaiserslautern-aanvoerder, werd de spits toch grappend door de fans "Fritz Walter junior" genoemd.
- Het was algemeen bekend dat Fritz Walter beter speelde, als het weer slechter was. Tegenwoordig wordt in Duitsland nog steeds "Fritz Walters-weer" gebruikt om aan te geven dat het verschrikkelijk weer is.
- Sinds 2005 reikt de Duitse voetbalbond (DFB) jaarlijks meerdere onderscheidingen uit aan jeugdspelers in Duitsland. De onderscheiding werd de Fritz Walter Medaille genoemd.
- Walter overleed in 2002 op 81-jarige leeftijd in zijn woonplaats Alsenborn.

1 Turek ·
2 Laband ·
3 Kohlmeyer ·
4 Bauer ·
5 Erhardt ·
6 Eckel ·
7 Posipal ·
8 Mai ·
9 Mebus ·
10 Liebrich ·
11 Metzner ·
12 Rahn ·
13 Morlock ·
14 Klodt ·
15 O. Walter ·
16 F. Walter  ·
17 Herrmann ·
18 Biesinger ·
19 Pfaff ·
20 Schäfer ·
21 Kubsch ·
22 Kwiatkowski ·
Coach: Herberger